# Mikaelsgården, Lindås
Mikaelsgården är ett f d församlingshem med invigd kyrkolokal i Lindås och har tidigare tillhört Vissefjärda församling.
Kyrkolokalen invigdes Kristi himmelsfärds dag 1973 av kontraktsprosten Helge Westmar, Madesjö. Förutom kyrksal med plats för 100 personer finns konfirmand och sammanträdesrum, rum för samkväm, kök samt rum för barn- och ungdomsverksamhet.
På en liten kulle i omedelbar närhet har en klockstapel uppförts.
Kyrkolokalen avsakraliserades lördagen den 9 september 2017.
Mikaelsgården har sedan december 2017 köpts och övertagits av Emmaboda kommun.
Klockstapeln har under 2018 flyttats till Minneslunden på Kyrkön vid Vissefjärda kyrka.

## Orgel
- Den nuvarande orgeln är byggd 1973 av J Künkels Orgelverkstad AB, Lund och är en mekanisk orgel.

| Manual       | Pedal      | Koppel  |
| Gedackt 8´   | Subbas 16´ | Man/Ped |
| Rörflöjt 4'  |            |         |
| Principal 2' |            |         |
| Nasat 1 1/3' |            |         |
| Oktava 1' B  |            |         |
| Regal 16'    | D          |         |